# Hoshko Glacier
Hoshko Glacier är en glaciär i Antarktis. Den ligger i Östantarktis. Nya Zeeland gör anspråk på området. Hoshko Glacier ligger 1 192 meter över havet.
Terrängen runt Hoshko Glacier är kuperad åt nordost, men åt sydväst är den platt.  Trakten är obefolkad. Det finns inga samhällen i närheten. 